# Sexo virtual (canción)
«Sexo virtual» es una canción grabada por el cantante puertorriqueño Rauw Alejandro para su segundo álbum de estudio, Vice Versa (2021). Fue escrita por Tainy, Emmanuel Sosa, Alberto Carlos Meléndez, Kenobi, Colla, Eric Duars, Alejandro y Álvaro Díaz, mientras que la producción estuvo a cargo de Albert Hype y Tainy. La canción fue lanzada por Sony Music el 25 de junio de 2021 como el tercer sencillo del álbum. Reguetón en español y perreo electrónico, es una canción erótica sobre la superación de la distancia, acercando los cuerpos, con el cantante exponiendo algunas de sus fantasías más profundas.
«Sexo virtual» recibió críticas positivas de los críticos musicales, quienes elogiaron su letra. La pista fue un éxito comercial, alcanzando el número uno en El Salvador, Guatemala, Honduras y Panamá. Debutó en el top 20 de la lista Billboard Hot Latin Songs y fue certificado platino tanto en México como en España. El video musical que lo acompaña fue dirigido por Nuno Gomes y representa una experiencia de realidad virtual futurista ilusoria.

## Antecedentes y lanzamiento
Alejandro lanzó su álbum de estudio debut, Afrodisíaco, el 13 de noviembre de 2020. Dos semanas después de terminar el trabajo en Afrodisíaco, comenzó a trabajar en su segundo álbum de estudio, Vice Versa. Este último fue lanzado para descarga y transmisión digital por Sony Music Latin y Duars Entertainment el 25 de junio de 2021, y «Sexo virtual» se incluyó como la segunda pista. El mismo día, la canción fue elegida como el tercer sencillo de promoción del proyecto, emitida por Sony Music para la radiodifusión latinoamericana.

## Música y letra
Musicalmente, "Sexo Virtual" es un perreo electrónico y de reguetón en español. La canción fue escrita por Tainy, Emmanuel Sosa, Alberto Carlos Meléndez, Kenobi, Colla, Eric Duars, Alejandro y Álvaro Díaz. Su producción estuvo a cargo de Albert Hype y Tainy, y la pista dura un total de 3 minutos y 28 segundos. Líricamente, "Sexo virtual", es una canción erótica sobre "superar la distancia, acercar los cuerpos", con Alejandro exponiendo "algunas de sus fantasías más profundas". La letra incluye, "Esta noche por video / Pendiente, que te vo' a llamar / Nos vemos y el bellaqueo / Lo terminamos con sexo virtual". Lucas Villa ' The Fader comparó la canción con " Digital Get Down " de NSYNC, y la destacó por "romper el amor en la era del streaming".

## Recepción de la crítica
«Sexo virtual» ha recibido críticas positivas de los críticos musicales. En 2022, Ernesto Lechner de Rolling Stone clasificó la pista como la decimosexta mejor canción de Alejandro, destacando "la tensión en la letra". También de Rolling Stone, Lucas Villa describió la canción como "seductora". Lindsay Weinberg de E! Online llamó a su letra "vapor", diciendo que "aumentó el calor" para la canción.

## Desempeño comercial
«Sexo virtual» debutó y alcanzó el puesto número 20 en la lista Billboard Hot Latin Songs de EE. UU. el 10 de julio de 2021, convirtiéndose en la entrada número 18 de Alejandro. La canción también debutó en el número 22 en la lista semanal oficial de España el 4 de julio de 2021. La semana siguiente, alcanzó su punto máximo en el puesto 19. Posteriormente fue certificado platino por los Productores de Música de España (PROMUSICAE), por ventas equivalentes a pistas de más de 40.000 unidades en el país.  En América Latina, «Sexo virtual» alcanzó el número uno en El Salvador, Guatemala, Honduras y Panamá. En México, la canción fue certificada platino por la Asociación Mexicana de Productores de Fonogramas y Videogramas (AMPROFON), por ventas equivalentes a pistas de más de 140.000 unidades. 

## Promoción

### Video musical
Un video musical adjunto fue lanzado simultáneamente con la canción. El visual fue dirigido por Nuno Gomes y representa una experiencia de realidad virtual futurista ilusoria. En una entrevista con E! En línea, Alejandro afirmó que "es realmente alucinante y divertido", y que se divirtieron mucho disparándolo.

### Espectáculos en vivo
La canción fue incluida en las listas de canciones de Alejandro en The Rauw Alejandro World Tour y Vice Versa Tour.

## Créditos y personal
Créditos adaptados de Tidal.
- Rauw Alejandro – intérprete asociado, compositor, escritor
- Marco Masís – productor, compositor, escritor
- Emmanuel Sosa – compositor, escritor
- Alberto Carlos Meléndez – compositor, escritor
- Jorge Pizarro – compositor, escritor, ingeniero de grabación
- José Collazo – compositor, escritor, ingeniero de masterización, ingeniero de mezcla
- Eric Pérez Rovira – compositor, escritor
- Jorge Álvaro Díaz – compositor, escritor
- Albert Hype – productor

## Posicionamiento en listas
| Lista (2021)                     | Mejor posición |
| -------------------------------- | -------------- |
| Argentina (Argentina Hot 100)    | 96             |
| El Salvador (Monitor Latino)     | 1              |
| Global Excl. US (Billboard)      | 178            |
| Guatemala (Monitor Latino)       | 1              |
| Honduras (Monitor Latino)        | 1              |
| Panamá (Monitor Latino)          | 1              |
| Perú Streaming (UNIMPRO)         | 56             |
| Estados Unidos (Hot Latin Songs) | 20             |

| Lista (2021)                   | Posición |
| ------------------------------ | -------- |
| El Salvador (Monitor Latino)   | 89       |
| Guatemala (Monitor Latino)     | 67       |
| Honduras (Monitor Latino)      | 31       |
| Panamá Urbano (Monitor Latino) | 70       |

| Lista (2022)                     | Posición |
| -------------------------------- | -------- |
| Honduras Urbano (Monitor Latino) | 74       |

## Certificaciones
| Región              | Certificación | Ventas  |
| ------------------- | ------------- | ------- |
| México (AMPROFON)   | Platinum      | 140,000 |
| España (PROMUSICAE) | Platinum      | 40,000  |

| Región                | Certificación | Ventas    |
| --------------------- | ------------- | --------- |
| América Central (CFC) | Platinum      | 7,000,000 |

## Historial de lanzamiento
| Región         | Fecha               | Formato(s)                   | Etiqueta   | Ref.   |
| -------------- | ------------------- | ---------------------------- | ---------- | ------ |
| América Latina | 25 de junio de 2021 | Radio de éxito contemporáneo | Sony Music | [ 38 ] |